# Миргородський музей пам'яті жертв Голодомору
Миргородський музей пам'яті жертв Голодомору — філія Національного музею «Меморіал жертв Голодомору» у місті Миргород Полтавської області. Створений 2009 громадським діячем та очевидцем Голодомору-геноциду українського народу Олександром Прокоповичем Джунем, якому виповнилося нещодавно  95 рокiв (див. фото  http://www.ltava.poltava.ua/wp-content/uploads/2015/06/книга.png [Архівовано 23 листопада 2018 у Wayback Machine.]) на території дитячого будинку на вулиці Єрківській, 31. Єдиний у світі музей жертв Голодомору, розташований безпосередньо на місці масових убивств голодом неповнолітніх людей (дитячий концтабір існував 1930—1934 під виглядом «дитячого притулку»).

## Історія музеєфікованої території
Дитячий концтабір у місті Миргород створений на місці старовинної козацької фортеці часів Речі Посполитої на крутому схилі річки Хорол. Дитячий концтабір у системі НКВД СССР існував з 1930 по 1934 рік під виглядом дитячого притулку. Створений Миргородським міським органом КП(б)У для концентрації дітей, що залишилися без догляду після убивства голодом їхніх батьків (переважно «куркулів»), або після фільтрації арештованих родин на мирогородському залізничному вокзалі, який слугував накопичувачем біженців на залізничній лінії Київ — Харків.
У таборі тримали дітей віком від 1 до 12 років. На початок 1932-го діти всіх вікових категорій утримувалися повністю роздягненими, згодом запроваджено фартушки для прикриття статевих органів.
Дітей тримали в кількох кімнатах парафіяльного будинку церкви св. Іоанна Богослова, відчуженої у православної громади 1929-го. Територія поблизу будинку була обмежена колючим дротом, вихід за територію концтабору був заборонений.
За свідченням очевидців, добове харчування в'язнів не давало шансів вижити, серед дітей панували крадіжки їстівного та регулярні випадки шигельозу (тоді називали дизентерією) — наглядачі табору в теплу пору року випускали дітей «пастися» на двір, де вони навколішки їли траву та обгризли кору з кущів. На кутку Личанка сусіди організували волонтерські групи, які намагалися постачати їжу до табору, хоч і самі потерпали від голоду. Серед них учительська родина Перебийносів та Базилевських.
Частину знесилених дітей змогли евакуювати з-за колючого дроту родини Коваленків, Джунів, Батієнків, Омельченків. Хоч у Миргороді також орудували бригади канібалів, які заготовляли дитяче м'ясо в підпільних ковбасних цехах, і така евакуація могла сприйматися як замах на людоїдство. Зрештою, майже всі волонтери, які врятували частину дітей із табору, були арештовані органами НКВД СССР 1937 року. У концтабори ГУЛАГу як небезпечних свідків злочину відправлено Л. Кузьменка, В. Батієнка, І. Вовченка і навіть головного бухгалтера курорту «Миргород» П. Шинкаренка.

## Унікальність музею
Унікальність музею полягає в тому, що він міститься на цілісній території дитячого концтабору «Єрківська, 31», а також зберігся будинок-барак «дитячого притулку». Саме в тих кімнатах, де утримувалися малолітні в'язні комуністів, і створено експозицію музею. До неї входять плакати з відображенням терористичної діяльності органів СССР в Україні. Також, за переказами людей, що вижили, скрупульозно відтворено побут малолітніх в'язнів:
- дерев'яні колиски-катафалки, де утримувалися ще живі пухлі немовлята;
- підлоги для ночівлі «покотом» дітей різного віку;
- ляльки з фартухами на статевих органах, які запроваджені як єдиний елемент одягу в таборі;
- види харчування.

Територія масових дитячих поховань у музеї може стати основною для заповідника «Миргород-33», до якого буде включено інші місця поховань убитих голодом, зокрема район залізничного вокзалу, де на місцях ідентифікованих поховальних ям облаштовано саморобний Меморіал жертвами Голодомору.
На території Музею проходять жалобні заходи у дні пам'яті жертв Голодомору за участю офіційних осіб.

## Комплекс музею
- Парафіяльний будинок на вулиці Єрківській, 31, який використовувався як барак та морг для страчених голодом дітей;
- Місце масових поховань в'язнів дитячого притулку (осінь 1932 — березень 1933) у східній частині табору з меморіальним каменем, встановленим 1992;
- Місце штабелювання трупів дітей на схилі до річки Хорол (грудень 1933);
- Козацькі порохові погреби, перетворені адміністрацією концтабору на місця масових дитячих поховань;
- Вигрібна яма та колодязь, де є сліди поховань в'язнів притулку;
- Одинокі поховання на всій території Музею, зокрема перед входом до парафіяльного будинку.

## Проблеми музею
- Релігійна громада РПЦ Московської патріархії у Миргороді прагне відчужити будинок дитячого притулку для конфесійних потреб, посилаючись на права реституції церковного майна.
- Міська та районна прокуратура Миргорода саботує вимогу Музею провести комплексну ексгумацію трупів закатованих комуністами дітей та встановити точну кількість загиблих.